# Mittwochsgesellschaft

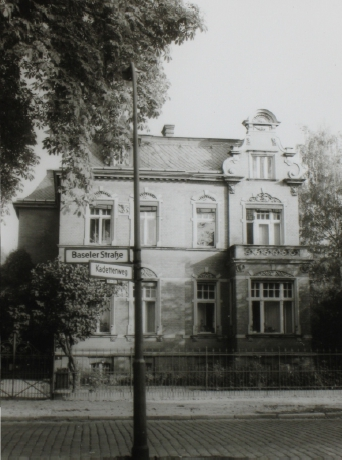
Die Villa von Johannes Stroux in Berlin-Lichterfelde (1935), einer der Treffpunkte der Mittwochsgesellschaft

Die Mittwochsgesellschaft war eine „freie Gesellschaft zur wissenschaftlichen Unterhaltung“ in Berlin, die 1863 gegründet wurde und sich jeden zweiten Mittwoch für eine wissenschaftliche Diskussion im privaten Kreis traf. Alle jeweils 16 (maximal 17) Mitglieder waren hervorragende Experten in ihrem Fachgebiet und hatten besondere Positionen im öffentlichen Leben inne. Jedes Mitglied lud zweimal im Jahr die anderen Mitglieder zu einem Vortrag in seinem Hause ein. Der jeweilige Hausherr hielt den Vortrag, der anschließend diskutiert wurde. Kurz nach dem Attentat vom 20. Juli 1944 wurde die Gesellschaft aufgelöst.
In der Nachkriegszeit gab es in Tübingen einen „Mittwochsclub“, der in verschiedener Hinsicht der Berliner Mittwochsgesellschaft von 1863 ähnelte. Im Jahr 1996 gründeten Marion Gräfin Dönhoff und Richard von Weizsäcker eine „neue“ Mittwochsgesellschaft, die ausdrücklich an die Tradition der vormaligen Mittwochsgesellschaft anknüpfte.

## Regeln und Tätigkeit
Alle Mitglieder verpflichteten sich zur regelmäßigen Teilnahme und zur zweijährlichen Gastgeberschaft für die Gesellschaft. Der jeweilige Gastgeber hatte zunächst einen Vortrag aus seinem Fachgebiet zu halten, bevor das allgemeine Gespräch begann. Außerdem hatte er für das leibliche Wohl der anwesenden Mitglieder zu sorgen. Tagespolitische Diskussionen sollten nicht geführt werden. Der Vortragende hatte ein Protokoll seines Vortrages in ein vom Schriftführer aufbewahrtes schwarzes Protokollbuch einzutragen. Die fertigen Protokollbände wurden der Preußischen Akademie der Wissenschaften zur Aufbewahrung übergeben.
Der Kreis sollte auf 16 Personen beschränkt bleiben. Nach dem Tode eines Mitgliedes wählte die Gesellschaft ein neues Mitglied, das dem Fachbereich des Verstorbenen entsprach, hinzu. Die Wahl erfolgte auf Vorschlag eines Mitglieds und musste einstimmig erfolgen.

## Profil der Mitglieder
Der Kreis hatte von Beginn an den Anspruch, „Männer der verschiedensten Richtungen und Weltanschauungen“ bei sich aufzunehmen.  Mitglieder waren überwiegend (Berliner) Wissenschaftler verschiedener Fachrichtungen sowie Verwaltungsbeamte, Militärs, Unternehmer, Kulturschaffende und Regierungsmitglieder. Der Adel war kaum vertreten, weshalb die Mittwochsgesellschaft als Kreis des gehobenen Bildungsbürgertums betrachtet wird, der zugleich die geistige Elite Preußens und des Deutschen Reichs repräsentierte. Die Mitglieder teilten Werte des Humanismus mit Wurzeln in der Antike. Sie verkörperten die Tradition der abendländisch-christlichen Kultur und der bürgerlichen Aufklärung.
Zum Kreis der Mitglieder gehörten in den 1930er Jahren beispielsweise der Chirurg Ferdinand Sauerbruch, der Philosoph Eduard Spranger, der Physiker Werner Heisenberg, der Botschafter Ulrich von Hassell, der Klassische Philologe und Althistoriker Johannes Stroux und der Generaloberst Ludwig Beck. Von 28 Mitgliedern zwischen 1932 und 1944 waren 18 Ordinarien an der Berliner Universität, 17 auch Mitglieder der Preußischen Akademie der Wissenschaften und zwei Direktoren von Kaiser-Wilhelm-Instituten, alles Einrichtungen von Weltruf. Trotz verschiedener Richtungen und Weltanschauungen gab es in der Gruppe ein ausgeprägtes Gemeinschaftsgefühl.

## Geschichte

### Gründung und Entwicklung
Laut Paul Fechter fand sich die Mittwochsgesellschaft schon 1859 zusammen, „nach dem Muster der Göttinger Freitagsgesellschaft“. Offiziell gegründet wurde sie am 19. Januar 1863 durch 15 Personen. Das Gründungstreffen fand im Hause des ehemaligen preußischen Kultusministers Moritz August von Bethmann-Hollweg statt (er war der Großvater des Reichskanzlers Theobald von Bethmann Hollweg).
Die Mittwochsgesellschaft erwarb einen legendären Ruf, der Wahl und Aufnahme als eine hohe Auszeichnung erscheinen ließ. In den 1930er Jahren reichte das vertretene politische Spektrum von der liberalen Mitte über den national-konservativen Flügel bis zu Sympathisanten und Vertretern des Nationalsozialismus. Manche Mitglieder waren aber nur wissenschaftlich interessiert oder äußerten sich nicht öffentlich zur Politik.

### Zeit des Nationalsozialismus
Während der Zeit des Nationalsozialismus beschäftigte sich die Gruppe teilweise in kritischer Distanz mit den ethischen und staatsrechtlichen Aspekten des sogenannten Dritten Reichs und der Zeit danach. Die Einstellung einiger Mitglieder zur Politik der Nationalsozialisten wechselte im Lauf der Jahre zu eindeutiger Gegnerschaft. Einige der Mitglieder, u. a. der frühere preußische Finanzminister Johannes Popitz, waren an konkreten Umsturzplänen beteiligt. Da dies aber im größeren Kreis kein Gesprächsthema war, kann die Mittwochsgesellschaft nicht insgesamt als Widerstandsgruppe betrachtet werden. Eugen Fischer, ein Aktivist des NS-Rassenprogramms, war ebenfalls Mitglied. Er verließ die Mittwochsgesellschaft jedoch 1943, da er nach seiner Emeritierung ins heimatliche Freiburg zog.
Der Schriftsteller Paul Fechter, der 1938 Mitglied wurde, beschrieb später seine Eindrücke:

„In der Mittwochsgesellschaft wurde der Wille zu dem, was beste deutsche Kultur war, mit bewusster Spannung weitergetragen; jeder dieser Männer hielt in einer Zeit des Mißtrauens gegen alles, was Geist hieß, diesen Geist auf seine besondere Weise und mit seinen besonderen Mitteln hoch. Kultur und Wissen des einzelnen sind [...] immer mehr zu fragmentarischer Existenz verdammt: in der Gemeinsamkeit dieser Schar von Menschen der verschiedensten Wissensbereiche ergab sich für Momente in der Ausweitung des eigenen Weltbildes durch die Mitteilungen eines anderen das Gefühl des Teilhabens am sonst Unbetretenen, beinahe Unbetretbaren.[...] für Augenblicke stieg wieder einmal wenigstens der Schatten der alten Sehnsuchtsidee einer Universalität des geahnten Wissens auf.“

### Auflösung
Nach dem Attentat vom 20. Juli 1944 wurde die Gesellschaft von der Gestapo aufgelöst. Der Grund waren ideologische Gegnerschaft und erhebliche personelle Überschneidungen mit den Widerstandskämpfern. In einem Gestapo-Bericht nach dem 20. Juli 1944 hieß es, die Mittwochsgesellschaft stelle sich „immer mehr als Kristallisationspunkt dar, in dem sich Persönlichkeiten defaitistischer und dem Nationalsozialismus feindlicher Haltung zusammenfanden und sich gegenseitig in ihrer Auffassung bestärkten“.
Ludwig Beck wurde schon am 21. Juli in der Bendlerstraße ohne Verhandlung erschossen. Am selben Tag wurde Johannes Popitz verhaftet. Die letzte Sitzung, es war die 1056. Sitzung, fand am Mittwoch, dem 26. Juli, im Hause von Paul Fechter statt. Außer diesem waren Ulrich von Hassell, Ludwig Diels, Johannes Stroux und Eduard Spranger anwesend.
Eduard Spranger wurde zehn Wochen lang im Gestapo-Gefängnis in Moabit festgehalten. Ferdinand Sauerbruch (zu dessen Freundeskreis auch Friedrich Olbricht, Franz Kempner und Erwin Planck gehörten) wurde zweimal vom Chef der Gestapo Kaltenbrunner persönlich verhört. Nach Ludwig Beck wurden noch drei weitere Mitglieder wegen Beteiligung am Umsturzversuch hingerichtet: Ulrich von Hassell am 8. September 1944, Jens Jessen am 30. November 1944, Johannes Popitz am 2. Februar 1945.

## Zeugnisse
Von allen Vorträgen bis 1944 wurden Protokolle erstellt, insgesamt neun Bände, die sich heute im Bundesarchiv befinden. Der Historiker Klaus Scholder analysierte in seinem Buch die Mittwochsgesellschaft und ihre Beziehung zur Politik in den 1930er und 1940er Jahren und druckte eine Reihe der Vortragsprotokolle aus dieser Zeit ab. Einige wurden auch von Eckart Mensching und von Hans Speidel veröffentlicht.
Paul Fechter, Mitglied von 1938 bis 1944, beschrieb die Mittwochsgesellschaft in seinem Buch Menschen und Zeiten. Begegnungen aus fünf Jahrzehnten (1948). Ulrich von Hassell, Mitglied von 1940 bis 1944, gab in seinen Tagebüchern (1938–1944) ein Bild der Mittwochsgesellschaft in diesen Jahren.

## Liste der Mitglieder und ihrer Vorträge von 1932 bis 1944
Mitglieder im Zeitraum Herbst 1932 bis 26. Juli 1944. Jeweils mit Jahr der ersten und letzten Teilnahme und exemplarischen Vorträgen.
- Friedrich Baethgen (Historiker) 1942–1944 
 Das Deutsche Königtum im Hochmittelalter (1943). Die Persönlichkeit Kaiser Friedrichs II. (1944).
- Ludwig Beck (General) 1939–1944 
 Über den Krieg (1940). Der deutsche Kriegsplan 1914 (1940). Über die Frage: West- oder Ostoffensive 1914 (1941). Die Lehre vom totalen Krieg (1942). Der 29. September 1918 (1942). Marschall Foch (1944).
- Ludwig Diels (Botaniker) 1928–1944 
 Die Künstliche Gewinnung von Pflanzenformen (1933). Das Geschlecht (1934). Die Kulturpflanzen des Menschen (1935). Ecuador (1935). Die Gestaltung der Blüten (1937). Die Vegetation Griechenlands (1938). Die Wüste Deutsch-Südwestafrikas (1939). Wesen und Wirken des Blütenstaubs (1940). Die Metamorphose der Pflanzen (1941). Die malaiische Flora (1942). Botanische Grundlagen der Ernährungswissenschaft (1942). Das Wesen der biologischen Species (1944).
- Bill Drews (Jurist, Richter) 1927–1938 
 Die Problematik der Weimarer Reichsverfassung (1932). Die Preußische Verwaltungsreform in Geschichte und Gegenwart (1933). Über den deutschen Richter (1934). Die Entwicklung der Meinungsfreiheit in Deutschland (1935). Ohne Protokoll (1936). Ohne Protokoll (1938).
- Paul Fechter (Literat) 1938–1944 
 Journalismus (1940). Sterben und Erneuerung der Sprache (1941). Das Problem des dichterischen Gestaltens (1942). Die Kunsttheorie Karl Fiedlers (1943). Ohne Protokoll – letzte Sitzung (1944).
- Heinrich von Ficker (Meteorologe) 1926–1937 
 Krieg und Gefangenschaft in Russland (1933). Ballonfahrten im Gebirge (1934). Westturkistan (1934). Geschichte Und Methodik der Wettervoraussage (1936). Die Entwicklung atmosphärischer Wirbelstürme (1936).
- Eugen Fischer (Mediziner) 1927–1943 
 Die Rassen der Juden (1933). Phaenogenetik (1934). Das Problem der Rassenkreuzung beim Menschen (1935). Biologische Elternschaftsgutachten (1936). Ursachen und Vorgang der Rassenbildung in der Menschheit (1937). Die Bewegungen des Menschen (1938). „Schicksal der Erbes – Erbe als Schicksal“ (1938). Das Rechts-Links-Problem (1939). Die Gebeine Heinrichs des Löwen und die Schicksale der Schädel einiger berühmter Männer (1941). Das Vererbungsexperiment im Dienst der Medizin (1942).
- Wilhelm Groener (Militär, Politiker) 1930–1939 
 Erlebnisse im großen Hauptquartier 1914–1916 (1933). Über den Luftkrieg (1933). Die Strategie Falkenhayns (1935). Persönlichkeit und Strategie Ludendorffs (1936). Über Ludendorffs „totalen Krieg“ (1937). Die Pläne Ludendorffs bei der Offensive 1918 (1938).
- Bernhard Harms (Wirtschaftswissenschaftler) 1937–1939 
 Die amerikanische New-Deal-Gesetzgebung (1938). Die Vorgeschichte der Wirren in Palästina (1939).
- Ulrich von Hassell (Diplomat) 1940–1944 
 Die Persönlichkeit Mussolinis (1941). Die Persönlichkeit des Königs Alexander von Jugoslawien (1943).
- Werner Heisenberg (Physiker) 1942–1944 
 Die Veränderung des Wirklichkeitsbegriffes (1943). Über die Sterne (1944).
- Jens Jessen (Wirtschaftswissenschaftler) 1939–1944 
 Währungspolitik und Preispolitik (1940). Der wirtschaftliche Niedergang des römischen Reiches (1941). Das Gesetz von der wachsenden Ausdehnung des Finanzbedarfs (1943).
- Hans Lietzmann (Theologe, Kirchenhistoriker) 1924–1942 
 Neugefundene manichäische Papyri (1932). Die evangelische Kirche Deutschlands vom März 1933 – Februar 1934 (1934). Das römische Weltreich von Trajan bis Decius (1934). Die Überlieferung antiker Literatur (1935). Das Christentum in Abessinien (1936). Eine Fahrt nach Gerasa im Jordanland (1936). Eine Reise in Nordsyrien (1937). Die Anfänge des Problems Staat und Kirche (1938). Der Text des Neuen Testaments (1938). Die Volksfrömmigkeit im 4. Jahrhundert (1939). Staat und Kirche im Licht der Geschichte (1940).
- Heinrich Maier (Philosoph) 1923–1933 
 Die Anfänge der europäischen Philosophie (1933).
- Hermann Oncken (Historiker, Publizist) 1932–1942 
 Die Auswirkungen des konfessionellen Problems auf die deutsche Geschichte (1934). Die Vorgeschichte des Weltkriegs (1935). Die Sicherheit Indiens und das System der englischen Außenpolitik (1935). Machtpolitik und Prinzipienpolitik in der Außenpolitik (1937). Deutschland und Italien (1938). Die deutsch-englischen Beziehungen der Gegenwart (1939). Empire und Dominien (1940). Festvortrag im Schloß Brüningslinden, mit Damen (1940). Das Napoleon-Problem (1941). Macht und Idee in der Geschichte (1942). Die Reichsgründung Bismarcks und England (1942).
- Albrecht Penck (Geograph, Geologe) 1906–1942 
 Das Hochland Südamerikas (1932). Das südöstliche Tibet (1933). Eine Rheinreise von Bingen nach Koblenz (1934). Europa zur letzten Eiszeit (1936). Pencks wissenschaftliche Laufbahn (1937). Die Geschichte der Untersuchung der Flüsse (1938). Die Eruption der Nordleute (Wikinger) (1939). Medaillen (1942). Die Verteilung der Menschheit auf der Landoberfläche (1942).
- Julius Petersen (Literaturwissenschaftler) 1923–1941 
 Die Idee des deutschen Nationaltheaters (1933). Stefan George (1934). Faustdichtungen nach Goethe (1935). Berliner Biedermeier (1936). Traum und Dichtung (1937). Literaturgeschichte und Genealogie (1938). Geschichtsdrama und nationaler Mythos (1939). Der Briefwechsel zwischen Theodor Fontane und Bernhard v. Lepel (1939). Goethes Elsaß (1940). Berliner Theatergeschichte (1941).
- Wilhelm Pinder (Kunsthistoriker) 1936–1944 
 Der Zusammenhang zwischen Macht und Kultur in Deutschland (1937). Die Rolle der Österreichischen Kunst innerhalb der gesamtdeutschen (1938). Die Krisis der Baukunst um 1800 (1939). Das Innsbrucker Maximiliansgrab (1940). Sonderleistungen der deutschen Kunst (1941). Deutsche Landschaftsmaler der Dürerzeit (1942). Der Wandel des Sinnes der Kunst durch ihre Geschichte (1943).
- Johannes Popitz (Politiker) 1932–1944 
 Die jüngste Deutsche Entwicklung (1933). Das Problem der territorialen Reichsreform (1934). Wirtschaftliche Probleme von Aufrüstung und Vierjahresplan (1936). Grundfragen der Finanzwissenschaft (1938). Hemmungen bei der Reichsreform (1938). Probleme der Volksschullehrerbildung (1939). Über den Begriff „Reich“ (1940). Alternativen in der deutschen Geschichte zwischen 1555 und 1618 (1942). Der politische Begriff des „neuen Mittelmeers“ (1942). Die künftige Gestaltung der Sozialordnung (1943). Der Begriff des Staates (1944).
- Ferdinand Sauerbruch (Chirurg) 1933–1944 
 Prothesen (1934). ? (1935). Ohne Protokoll (1936). Ohne Protokoll (1937). Ohne Protokoll (1939). Ohne Protokoll (1940). Ohne Protokoll (1941). Ohne Protokoll (1942). Ohne Protokoll (1943).  Ohne Protokoll (1944).
- Wolfgang Schadewaldt (Altphilologe) 1942–1944 
 Die Gestalt des homerischen Sängers (1943).
- Hans Heinrich Schaeder (Orientalist) 1944–1944
- Oscar Schlitter (Bankier) 1932–1939 
 Die Wirtschaftspolitik des italienischen Faschismus (1933). Das Arbeitsbeschaffungsprogramm (1935). Währung und Außenhandel (1936). Kreditpolitik und Vierjahresplan (1937). Vierjahresplan und Außenhandel (1938). Die vollbeschäftigte Wirtschaft (1938).
- Eduard Spranger (Kulturphilosoph) 1934–1944 
 Über die Frage: Gibt es eine „liberale“ Wissenschaft? (1935). Über die Frage: Gibt es Fortschritte der Metaphysischen Erkenntnis ? (1936). Der japanische Nationalcharakter (1938). Das Thema: Die Weltgeschichte ist das Weltgerichte (1939). Über Volksmoral und ihre Sicherung (1940). Das Wesen der Lebensalter (1941). Der Philosoph von Sanssouci (1942). Die Schicksale des Christentums in der modernen Welt (1943). Wesen und Typen der Persönlichkeit (1943).
- Johannes Stroux (Altphilologe) 1937–1944 
 Die Maiestas populi Romani (1938). Der römische Witz und seine Theorie (1939). Heilige Schilde in der vorgeschichtlichen Kultur des Mittelmeers (1940). Über Catilina (1941). Kaiser Marc Aurel und seine „Betrachtungen“ (1941). Harmonie als Wesenzug griechischen Denkens (1943). Agrarkrisen im alten Rom (1944). Cäsars Darstellung des Eburonenaufstandes (1944).
- Werner Weisbach (Kunsthistoriker) 1910–1935 
 Die Frühzeit des Rubens (1933). Caravaggio (1934). Die ästhetische Kultur der bürgerlichen Gesellschaft des 19. Jahrhunderts (1935).
- Theodor Wiegand (Archäologe) 1919–1936 
 Byzantinische Kaiserpaläste in Konstantinopel (1933). Abessinien (1935). Denkmäler als Gegenstand archäologischer Untersuchung (1936).
- Ulrich Wilcken (Althistoriker, Papyrologe) 1926–1943 
 Die  Geschichte des griechischen Nationalgefühles im Altertum (1933). Die staatsrechtlichen Formen der römischen Diktatur (1934). Das griechische Vordringen im Orient im Altertum (1935). Die Wissenschaft als Schöpfung der Griechen (1936). Die Juden in der Diaspora und der antike Antisemitismus (1938). Die Entwicklung der politischen Ziele Alexanders (1940). Hellas und der Orient (1941). Der Alexanderroman (1943).

## Gesprächskreise in der Tradition der Mittwochsgesellschaft

### Tübinger Mittwochsclub
In den Nachkriegsjahren gründeten der Theologe Helmut Thielicke und Theodor Eschenburg in Tübingen einen „Mittwochsclub“, so die Bezeichnung in Thielickes Erinnerungen. Dieser Gesprächskreis traf sich einmal im Monat, anfangs in der Wohnung eines Mitglieds, später im Restaurant „Kaiser“, weshalb die Runde „Kaiser-Kreis“ genannt wurde. Wie bei der Berliner Mittwochsgesellschaft von 1863 hielt jeweils ein Mitglied einen Vortrag über ein selbst gewähltes Thema aus seinem Fachgebiet mit anschließender Diskussion. Thielicke beschrieb die Gruppe als „eine sorgfältig ausgewählte Tafelrunde, die – zuerst kümmerlich, später üppiger – im ‚Kaiser‘ miteinander aß, um danach Referate zu besprechen, die wir reihum hielten“.
Eine weitere Parallele zur Berliner Mittwochsgesellschaft von 1863 bestand in der Zusammensetzung: Gelehrte der Universität kamen hier mit Vertretern anderer Berufe und Funktionen zusammen. Nach Thielickes Erinnerungen waren außer ihm und Eschenburg folgende Personen Mitglieder im Kaiser-Kreis: der Philosoph Eduard Spranger, der Historiker Rudolf Stadelmann, der Biochemiker Adolf Butenandt, der Jurist Wilhelm Gallas, der Schriftsteller und Journalist Hans Wenke, der Verleger Hermann Leins, General Hans Speidel, der Tübinger Oberbürgermeister Wolfgang Mülberger sowie „der eine oder andere Vertreter der Wirtschaft“. Laut Hans Speidel zählte auch der Theologe Romano Guardini zu diesem Kreis.
Durch Eduard Spranger ergab sich eine personelle Anknüpfung an die Berliner Mittwochsgesellschaft – er war dort ab 1934 Mitglied gewesen und war 1946 einem Ruf nach Tübingen gefolgt. General Hans Speidel bezeichnete den Tübinger Mittwochsclub als „die wiedererstandene ‚Mittwochsgesellschaft‘“. Er schrieb in seinen Erinnerungen, unter dem Vorsitz von Eduard Spranger sei er „als Nachfolger“ des langjährigen Berliner Mitglieds Generaloberst Beck aufgenommen worden. Laut Speidel war Spranger der „Mittelpunkt“ der Tübinger Mittwochsrunde.
Thielicke und Speidel gaben in ihren Erinnerungen nicht an, in welchem Jahr der Tübinger Mittwochsclub gegründet wurde und wie lang er bestand. Möglicherweise entstand er Anfang der 1950er Jahre (das Mitglied Hans Wenke war erst ab 1949 in Tübingen, Mülberger wurde 1949 Oberbürgermeister, Thielicke war 1951/52 Rektor der Universität Tübingen, Eschenburg wurde 1952 Ordinarius an der Universität). Thielicke ging 1954 nach Hamburg.

### Neue Mittwochsgesellschaft ab 1996
Die Mittwochsgesellschaft wurde 1996 in Berlin von Marion Gräfin Dönhoff und Richard von Weizsäcker als „neue Mittwochsgesellschaft“ wiederbegründet. Die Anbindung an das Vorbild der Mittwochsgesellschaft von 1863 kam auch darin zum Ausdruck, dass die „neue Mittwochsgesellschaft“ ebenfalls 16 Mitglieder hatte.
Einige der Diskussionen dieser Gesellschaft wurden in den Jahren 1998 bis 2000 in drei Bänden veröffentlicht. Auf dem Titel erschien jeweils die Angabe „Die neue Mittwochsgesellschaft“. Die Beiträge stammten von Egon Bahr, Günter de Bruyn, Friedrich Dieckmann, Marion Gräfin Dönhoff, Dieter Grimm, Volker Hassemer, Reinhard Höppner, Wolf Lepenies, Ernst-Joachim Mestmäcker, Edzard Reuter, Helmut Schmidt, Richard Schröder, Dieter Simon, Wolfgang Thierse, Giuseppe Vita, Antje Vollmer und Richard von Weizsäcker.
Anlässlich des Todes von Richard von Weizsäcker am 31. Januar 2015 erschien eine Traueranzeige, in der die Mitglieder der Mittwochsgesellschaft von Weizsäcker Abschied nahmen. Sie schrieben, er sei bis zuletzt in der Mittwochsgesellschaft Mentor und Freund gewesen. Marion Gräfin Dönhoff und Reinhard Höppner waren schon verstorben, ansonsten stimmen die in der Traueranzeige aufgeführten 16 Mitglieder weitgehend mit den oben genannten Personen überein. Christine Hohmann-Dennhardt, Adolf Muschg und Walther Stützle waren als neue Mitglieder hinzugekommen.
Mitglied Helmut Schmidt hatte 1985 bereits seine Hamburger Freitagsgesellschaft gegründet.